# George Michael-diszkográfia
George Michael brit énekes-dalszövegíró diszkográfiája 5 stúdióalbumot, 2 válogatásalbumot, 1 középlemezt, 40 kislemezt, 16 DVD-t, 4 video albumot és az énekes más előadók albumain való közreműködését tartalmazza. Karrierje során Michael 75 millió lemezt adott el világszerte.
Debütáló stúdióalbuma, a Faith, az Epic Records kiadásában jelent meg 1987 októberében az Egyesült Királyságban. A lemez az alábbi kislemezeket hozta: I Want Your Sex, Faith, Father Figure, One More Try, Monkey és a Kissing a Fool. Az album 1. helyre került az Egyesült Királyság album listáján, 4-szeres platinalemez minősítést kapott a BPI-től. Amerika Billboard 200 listáján szintén az első helyezett lett, gyémántlemez minősítést kapott, mert több, mint 10 millió darabot adtak el belőle. 1987-ben megjelent Michael Aretha Franklinnel közös kislemeze, az I Knew You Were Waiting (For Me), amely a brit és az amerikai kislemez listán is az első lett. Az album négy díjat kapott (American Music Awards-ot, Grammy-díjat, Ivor Novello-díjat, MTV Video Music Awards-ot).
1990 szeptemberében megjelent Michael második stúdióalbuma, a Listen Without Prejudice Vol. 1, amely szintén az első helyen végzett a brit slágerlistán, második lett az Egyesült Államokban és a BPI 4-szeres platina minősítést adott neki. Az albumból körülbelül 8 millió darabot adtak el (ez jóval gyengébb teljesítmény volt a Faith 25 milliós eladásához képest). Amerikában az album a Billboard 200 lista 22. helyére került, végül feljebb jött a 2. helyre. Az album kislemezei: a Praying for Time, a Waiting for That Day, a Freedom! ’90, a Heal the Pain és a Cowboys and Angels.
1991 decemberében megjelent a Don't Let the Sun Go Down on Me című dal, amely egy duett felvétel, amelyet Michael Elton John brit énekessel együtt ad elő; a szám első helyezett lett az Egyesült Királyságban is és az Egyesült Államokban is. 1992-ben készült el a Too Funky című szám a Red Hot + Dance című jótékonysági célra kiadott lemezre; a dal a 4. helyezést érte el a brit slágerlistán és 10. lett az amerikai kislemez listán. 1993-ban megjelent a Five Live című középlemez, amely a The Freddie Mercury Tribute koncert felvételeit tartalmazza a Queen, Lisa Stansfield és George Michael előadásában. Az EP az 1. helyre került a brit slágerlistán és aranylemez minősítést kapott.
1996 elején megjelent a Jesus to a Child című kislemez, amely szintén első lett Angliában. Ugyanebben az évben jelent meg a Fastlove című single, amely 1. helyezést ért el az Egyesült Királyságban és 3 hétig maradt ezen a helyen.
Az Older George Michael harmadik stúdióalbuma, amely 1996 májusában jelent meg. A lemez nagy kereskedelmi sikert hozott, főleg az európai piacon. Az Egyesült Királyságban a slágerlista élén debütált, 281,000 darabot adtak el belőle, a brit zeneipar egyik legjobban debütáló lemeze lett (jelenleg is a 23. a leggyorsabban eladott nagylemezek listáján az Egyesült Királyságban). Az Older minden idők leggyorsabban eladott lemeze, amely a Virgin kiadó gondozásában jelent meg.  Michael leggyorsabban eladott lemeze lett hazájában, több, mint 1,8 millió eladott példányszámmal, 6-szoros platinalemez minősítést kapott a BPI-től 1997. december 5-én. Az Egyesült Királyság album listáján 147 hétig volt bent a Top 200-ban, ebből 99 hétig a Top 75-ben és 35 hétig a Top 10-ben (23 hétig egymást követően).[12]  Az album kislemezei: a Jesus to a Child, a  Fastlove, a Spinning the Wheel, a dupla A-oldalas Older / I Can't Make You Love Me, a Star People '97 és a You Have Been Loved / The Strangest Thing '97. Ezek közül mind bekerült a Top 3 kislemez közé. A kiegyensúlyozott eladási statisztika a megfelelő promóciónak és annak a 6 kislemeznek volt köszönhető, amely a promóció 2 éve alatt megjelent.
1998 novemberében megjelent az első greatest hits kollekció, a Ladies & Gentlemen: The Best of George Michael, ez új dalokat is tartalmazott, az Outside-ot és az As című számot, amely egy  duett Mary J. Bligeel. Az album Michael legsikeresebb lemeze lett az Egyesült Királyságban, első lett a slágerlistán és 7-szeres platinalemez minősítést kapott.
Michael negyedik stúdióalbuma, a Songs from the Last Century 1999 decemberében jelent meg, több ismert dal feldolgozását tartalmazza: a Roxanne-t (a The Police dalát), a You've Changed című dalt 1941-ből, a My Baby Just Cares for Me című számot, a Wild Is the Wind-et, amelyet David Bowie is feldolgozott, valamint a Miss Sarajevo című dalt, amelyet a U2 és Luciano Pavarotti is előadott korábban.
Következő stúdióalbuma, a Patience, 2004. március 15-én jelent meg, és az Egyesült Királyság album listájának első helyére ugrott, Ausztráliában pedig a második helyre. A lemez az egyik leggyorsabban eladott album lett az Egyesült Királyságban, több, mint 200,000 darabot adtak el belőle megjelenésének első hetében. A legtöbb európai album listán a Top 5-be került be és 12. helyezett lett Amerikában. George Michael millenniumi visszatérő albumának tartották, a kritikusok elismerték. Világszerte 10 millió darabot adtak el belőle, 6 kislemezt hozott: az első kettő volt a Freeek! és a Shoot the Dog, amelyek még 2002 elején jelentek meg a Polydor kiadásában, míg az utolsó, a John and Elvis Are Dead 2005-ben.
A Twenty Five című válogatásalbum 2006 novemberében jelent meg, ez volt George Michael második válogatásalbuma, amellyel zenei karrierjének 25. évét ünnepelte. A lemez az Egyesült Királyságban az első helyen debütált. Az album nagy részének anyaga George Michael szólókarrierjének dalaiból állt össze, ezen kívül három új dalt tartalmazott: az An Easier Affair-t, a This Is Not Real Love-ot, amely egy duett Mutya Buenával, aki korábban a Sugababes tagja volt. 2008 decemberében Michael kiadott egy új dalt, a December Song-ot, amelyet ingyen lehetett az énekes hivatalos honlapjáról letölteni. A következő évben a dal hivatalosan is megjelent az Egyesült Királyságban letölthető formában.

## Albumok

### Stúdióalbumok
| Év | Album részletei | Legmagasabb helyezés | Legmagasabb helyezés | Legmagasabb helyezés | Legmagasabb helyezés | Legmagasabb helyezés | Legmagasabb helyezés | Legmagasabb helyezés | Legmagasabb helyezés | Legmagasabb helyezés | Legmagasabb helyezés | Eladás        | Minősítések |
| Év | Album részletei | AU                   | AT                   | FR                   | GE                   | JP                   | NL                   | SE                   | SW                   | UK                   | US                   | Eladás        | Minősítések |
| --- | --- | -------------------- | -------------------- | -------------------- | -------------------- | -------------------- | -------------------- | -------------------- | -------------------- | -------------------- | -------------------- | ------------- | --- |
| 1987                                                                                                   | Faith - Megjelent: 1987. október 30. - Kiadó: Epic (#460000) - Formátum: CD, cassette, LP                            | 3                    | 3                    | 5                    | 3                    | 16                   | 1                    | 4                    | 4                    | 1                    | 1                    |               | - UK: 4× platinalemez - AU: 5× platinalemez - CA: 10× platinalemez - FR: 2× platinalemez - GE: aranylemez - NL: Platinum - US: 10× platinalemez |
| 1990                                                                                                   | Listen Without Prejudice Vol. 1 - Megjelent: 1990. szeptember 3. - Kiadó: Epic (#467295) - Formátum: CD, kazetta, LP | 2                    | 5                    | 2                    | 7                    | 3                    | 2                    | 3                    | 3                    | 1                    | 2                    |               | - UK: 4× platinalemez - CA: 2× platinalemez - FR: platinalemez - GE: aranylemez - NL: platinalemez - US: 2× platinalemez                        |
| 1996                                                                                                   | Older - Megjelent: 1996. május 13. - Kiadó: Virgin Records (#V2802) - Formátum: CD, kazetta, LP                      | 1                    | 1                    | 1                    | 3                    | 3                    | 1                    | 1                    | 2                    | 1                    | 6                    | - US: 881,000 | - UK: 6× platinalemez - CA: 2× platinalemez - FR: platinalemez - GE: platinalemez - NL: platinalemez - US: platinalemez                         |
| 1999                                                                                                   | Songs from the Last Century - Megjelent: 1999. december 6. - Kiadó: Virgin (#V2920) - Formátum: CD, kazetta          | 12                   | 12                   | 7                    | 4                    | 59                   | 6                    | 16                   | 6                    | 2                    | 157                  | - US: 152,000 | - UK: 2× platinalemez - CA: aranylemez - FR: 2× aranylemez - GE: aranylemez                                                                     |
| 2004                                                                                                   | Patience - Megjelent: 2004. március 15. - Kiadó: Sony Music (#515402-2) - Formátum: CD, digitális letöltés           | 2                    | 3                    | 4                    | 1                    | 26                   | 1                    | 1                    | 2                    | 1                    | 12                   | - US: 381,000 | - UK: 2× platinalemez - AU: platinalemez - FR: aranylemez - GE: platinalemez - NL: aranylemez                                                   |
| A "—" jel azt jelenti, hogy az adott országban nem volt helyezése az albumnak, vagy nem is jelent meg. | |                      |                      |                      |                      |                      |                      |                      |                      |                      |                      |               | |

### Válogatásalbumok
| Év | Album részletei | Legmagasabb helyezés | Legmagasabb helyezés | Legmagasabb helyezés | Legmagasabb helyezés | Legmagasabb helyezés | Legmagasabb helyezés | Legmagasabb helyezés | Legmagasabb helyezés | Legmagasabb helyezés | Legmagasabb helyezés | Eladás          | Minősítés |
| Év | Album részletei | AU                   | AT                   | FR                   | GE                   | JP                   | NL                   | SE                   | SWI                  | UK                   | US                   | Eladás          | Minősítés |
| --- | --- | -------------------- | -------------------- | -------------------- | -------------------- | -------------------- | -------------------- | -------------------- | -------------------- | -------------------- | -------------------- | --------------- | --- |
| 1998                                                                                                   | Ladies & Gentlemen: The Best of George Michael - Megjelent: 1998. november 9. - Kiadó: Sony (#200850-9) - Formátum: CD, kazetta | 2                    | 2                    | 1                    | 3                    | 23                   | 2                    | 2                    | 5                    | 1                    | 24                   | - US: 1,100,000 | - UK: 7× platinalemez - AU: 6× platinalemez - CA: 2× platinalemez - FR: 2× platinalemez - GE: 3× aranylemez - NL: 2× platinalemez - US: 2× platinalemez |
| 2006                                                                                                   | Twenty Five - Megjelent: 2006. november 21. - Kiadó: Sony (#88697009002) - Formátum: CD, digitális letöltés                     | 9                    | 19                   | 4                    | 13                   | 67                   | 2                    | 3                    | 2                    | 1                    | 23                   |                 | - UK: 2× platinalemez - AU: platinalemez - FR: aranylemez - IE: 3× platinalemez                                                                         |
| A "—" jel azt jelenti, hogy az adott országban nem volt helyezése az albumnak, vagy nem is jelent meg. | |                      |                      |                      |                      |                      |                      |                      |                      |                      |                      |                 | |

### Középlemezek
| Év   | Album részletei                                                                                          | Legmagasabb helyezés | Legmagasabb helyezés | Legmagasabb helyezés | Legmagasabb helyezés | Legmagasabb helyezés | Legmagasabb helyezés | Legmagasabb helyezés | Legmagasabb helyezés | Legmagasabb helyezés | Legmagasabb helyezés | Eladások      | Helyezések                                      |
| Év   | Album részletei                                                                                          | AU                   | AT                   | FR                   | GE                   | JP                   | NL                   | SE                   | SW                   | UK                   | US                   | Eladások      | Helyezések                                      |
| ---- | --- | -------------------- | -------------------- | -------------------- | -------------------- | -------------------- | -------------------- | -------------------- | -------------------- | -------------------- | -------------------- | ------------- | ----------------------------------------------- |
| 1998 | Five Live - Megjelent: 1993. április 19. - Kiadó: Parlophone (#077778941828) - Formátum: CD, kazetta, LP | 17                   | 2                    | 12                   | 8                    | 35                   | 2                    | 45                   | 6                    | 1                    | 46                   | - US: 358,000 | - UK: Gold - FR: Gold - GE: Gold - NL: Platinum |

## Kislemezek
| Év | Kislemez                                        | Legmagasabb helyezés | Legmagasabb helyezés | Legmagasabb helyezés | Legmagasabb helyezés | Legmagasabb helyezés | Legmagasabb helyezés | Legmagasabb helyezés | Legmagasabb helyezés | Legmagasabb helyezés | Legmagasabb helyezés | Minősítés                         | Album                                          |
| Év | Kislemez                                        | AU                   | AT                   | FR                   | GE                   | IE                   | NL                   | SE                   | SW                   | UK                   | US                   | Minősítés                         | Album                                          |
| --- | ----------------------------------------------- | -------------------- | -------------------- | -------------------- | -------------------- | -------------------- | -------------------- | -------------------- | -------------------- | -------------------- | -------------------- | --------------------------------- | ---------------------------------------------- |
| 1984 | Careless Whisper                                | 1                    | 2                    | 3                    | 3                    | 1                    | 1                    | 2                    | 1                    | 1                    | 1                    | - UK: platinalemez                | Make It Big                                    |
| 1986 | A Different Corner                              | 4                    | 6                    | 16                   | 7                    | 2                    | 2                    | 18                   | 3                    | 1                    | 7                    | - UK: aranylemez                  | Music from the Edge of Heaven                  |
| 1987 | I Want Your Sex                                 | 2                    | 2                    | 11                   | 3                    | 1                    | 1                    | 8                    | 4                    | 3                    | 2                    | - US: platinalemez                | Faith                                          |
| 1987 | Faith                                           | 1                    | 4                    | 22                   | 5                    | 2                    | 1                    | 9                    | 4                    | 2                    | 1                    | - US: aranylemez                  | Faith                                          |
| 1988 | Father Figure                                   | 5                    | 17                   | 37                   | 18                   | 2                    | 2                    | —                    | 13                   | 11                   | 1                    |                                   | Faith                                          |
| 1988 | One More Try                                    | 34                   | 19                   | 5                    | 22                   | 1                    | 4                    | 4                    | 4                    | 8                    | 1                    | - US: aranylemez                  | Faith                                          |
| 1988 | Monkey                                          | 12                   | 22                   | 34                   | 24                   | 8                    | 7                    | —                    | 5                    | 13                   | 1                    |                                   | Faith                                          |
| 1988 | Kissing a Fool                                  | 66                   | —                    | 45                   | 44                   | 9                    | 13                   | —                    | —                    | 18                   | 5                    |                                   | Faith                                          |
| 1990 | Praying for Time                                | 16                   | 20                   | 19                   | 19                   | 3                    | 11                   | 9                    | 6                    | 6                    | 1                    |                                   | Listen Without Prejudice Vol. 1                |
| 1990 | Waiting for That Day                            | 50                   | —                    | —                    | —                    | 11                   | 79                   | —                    | —                    | 23                   | 27                   |                                   | Listen Without Prejudice Vol. 1                |
| 1990 | "Freedom! ’90"                                  | 18                   | 25                   | 23                   | 41                   | 17                   | 15                   | 20                   | 28                   | —                    | 8                    | - US: aranylemez                  | Listen Without Prejudice Vol. 1                |
| 1991 | Heal the Pain                                   | —                    | —                    | —                    | —                    | 16                   | 25                   | —                    | —                    | 31                   | —                    |                                   | Listen Without Prejudice Vol. 1                |
| 1991 | Mother's Pride                                  | —                    | —                    | —                    | —                    | —                    | —                    | —                    | —                    | —                    | 46                   |                                   | Listen Without Prejudice Vol. 1                |
| 1991 | Cowboys and Angels                              | —                    | —                    | 36                   | —                    | 15                   | 20                   | —                    | —                    | 45                   | —                    |                                   | Listen Without Prejudice Vol. 1                |
| 1992 | Too Funky                                       | 3                    | 9                    | 5                    | 12                   | —                    | 3                    | 7                    | 6                    | 4                    | 10                   | - US: aranylemez                  | Red Hot + Dance                                |
| 1993 | "Somebody to Love" közreműködik: a Queen        | 19                   | 15                   | 16                   | 21                   | 1                    | 6                    | —                    | —                    | 1                    | 30                   |                                   | Five Live (EP)                                 |
| 1993 | Killer/Papa Was a Rollin' Stone                 | —                    | —                    | —                    | —                    | 1                    | —                    | —                    | —                    | 1                    | 69                   |                                   | Five Live (EP)                                 |
| 1996 | Jesus to a Child                                | 1                    | 11                   | 7                    | 12                   | 1                    | 2                    | 2                    | 4                    | 1                    | 7                    | - UK: ezüstlemez - US: aranylemez | Older                                          |
| 1996 | Fastlove                                        | 1                    | 13                   | 10                   | 25                   | 5                    | 12                   | 7                    | 13                   | 1                    | 8                    | - UK: aranylemez - US: aranylemez | Older                                          |
| 1996 | Spinning the Wheel                              | 14                   | 29                   | —                    | 67                   | 14                   | 24                   | 18                   | 24                   | 2                    | —                    | - UK: ezüstlemez                  | Older                                          |
| 1997 | Older                                           | 61                   | —                    | —                    | —                    | 6                    | 46                   | 60                   | —                    | 3                    | —                    |                                   | Older                                          |
| 1997 | Star People '97                                 | 51                   | 37                   | —                    | 64                   | 7                    | 40                   | 37                   | 28                   | 2                    | —                    |                                   | Older                                          |
| 1997 | Waltz Away Dreaming közreműködik: Toby Bourke   | —                    | —                    | —                    | —                    | —                    | —                    | —                    | —                    | 10                   | —                    |                                   | nem jelent meg nagylemezen                     |
| 1997 | You Have Been Loved/ The Strangest Thing '97    | 75                   | —                    | —                    | —                    | 11                   | 44                   | 53                   | —                    | 2                    | —                    | - UK: ezüstlemez                  | Older                                          |
| 1998 | Outside                                         | 13                   | 17                   | 26                   | 30                   | 7                    | 14                   | 15                   | 19                   | 2                    | —                    | - UK: ezüstlemez                  | Ladies & Gentlemen: The Best of George Michael |
| 1999 | As közreműködik: Mary J. Blige                  | 45                   | —                    | 27                   | 38                   | 12                   | 9                    | 27                   | 22                   | 4                    | —                    | - UK: ezüstlemez                  | Ladies & Gentlemen: The Best of George Michael |
| 2002 | Freeek!                                         | 5                    | 7                    | 7                    | 7                    | 14                   | 12                   | 26                   | 2                    | 7                    | —                    |                                   | Patience                                       |
| 2002 | Shoot the Dog                                   | 36                   | 41                   | 59                   | 44                   | 23                   | 26                   | 39                   | 14                   | 12                   | —                    |                                   | Patience                                       |
| 2004 | Amazing                                         | 6                    | 23                   | 37                   | 19                   | 4                    | 9                    | 16                   | 10                   | 4                    | —                    |                                   | Patience                                       |
| 2004 | Flawless (Go to the City)                       | 26                   | 72                   | —                    | 54                   | 23                   | 30                   | —                    | 36                   | 8                    | —                    |                                   | Patience                                       |
| 2004 | Round Here                                      | —                    | —                    | —                    | —                    | —                    | —                    | —                    | 55                   | 32                   | —                    |                                   | Patience                                       |
| 2005 | John and Elvis Are Dead                         | —                    | —                    | —                    | —                    | —                    | —                    | —                    | —                    | —                    | —                    |                                   | Patience                                       |
| 2006 | An Easier Affair                                | 36                   | 58                   | 87                   | 44                   | 20                   | 37                   | 23                   | 28                   | 13                   | —                    |                                   | Twenty Five                                    |
| 2006 | This Is Not Real Love közreműködik: Mutya Buena | —                    | 62                   | —                    | —                    | 27                   | 32                   | —                    | 36                   | 15                   | —                    |                                   | Twenty Five                                    |
| 2009 | December Song (I Dreamed of Christmas)          | —                    | —                    | —                    | 37                   | 40                   | 18                   | —                    | —                    | 14                   | —                    |                                   | nem jelent meg nagylemezen                     |
| 2011 | True Faith (feldolgozás)                        | —                    | —                    | —                    | —                    | —                    | 38                   | —                    | —                    | 27                   | —                    |                                   | jótékonysági kislemez                          |
| A "—" jel azt jelenti, hogy az adott országban nem volt helyezése a kislemeznek, vagy nem is jelent meg. |                                                 |                      |                      |                      |                      |                      |                      |                      |                      |                      |                      |                                   |                                                |

### Közreműködései más albumokon
| 1987 | Jive Talkin' Boogie Box High-al                     | —  | — | — | —  | —  | 4  | —  | —  | 7  | — |                                   | Boogie Box High |
| 1987 | Give It All Away Boogie Box High-al                 | —  | — | — | —  | —  | 69 | —  | —  | 88 | — |                                   | Boogie Box High |
| 1987 | I Knew You Were Waiting (For Me) Aretha Franklinnal | 1  | 9 | — | 5  | 1  | 1  | 4  | 5  | 1  | 1 | - UK: aranylemez                  | Aretha          |
| 1991 | Don't Let the Sun Go Down on Me Elton Johnnal       | 3  | 2 | 1 | 4  | 2  | 1  | 2  | 1  | 1  | 1 | - UK: ezüstlemez - US: aranylemez | Duets           |
| 2000 | If I Told You That Whitney Houstonnal               | 37 | — | — | 58 | 25 | 31 | 44 | 33 | 9  | — |                                   | Greatest Hits   |
| A "—" jel azt jelenti, hogy az adott országban nem volt helyezése a kislemeznek, vagy nem is jelent meg. |                                                     |    |   |   |    |    |    |    |    |    |   |                                   |                 |

## Videok

### DVD-k
| Év   | Video részletei                                                                                                   | Minősítések          | Részletek |
| ---- | --- | -------------------- | --- |
| 1988 | Faith - Megjelent: 1988 - Stúdió: Sony BMG - Formátum: VHS                                                        | - US: 2xplatinalemez | - Hat videóklip található a DVD-n, amely csak a tengerentúlon jelent meg, szerepel rajta a Faith, az I Want Your Sex (Uncensored version), a Father Figure, a One More Try, a Monkey és a Kissing a Fool és egy interjú is. |
| 1990 | George Michael - Megjelent: 1990. november 5. - Stúdió: Sony BMG - Formátum: VHS                                  | - US: platinalemez   | - Egyórás dokumentumfilm, amelynek társ-rendezője és koreográfusa Michael, végigkíséri karrierjét a Wham!-től kezdve a Listen without Prejudice, Vol. 1 című albumig, a South Bank Show felvételeivel és TV-reklámmal.      |
| 1999 | Ladies & Gentleman: The Best of George Michael - Megjelent: 1999. december 13. - Stúdió: Sony BMG - Formátum: DVD |                      | - A best-of videóklip-gyűjtemény, amelyen található egy életrajzi dokumentumfilm, egy teljes diszkográfia, élő felvételek és egy exkluzív interjú Michael Parkinsonnal.                                                     |
| 2006 | Twenty Five - Megjelent: 2006. november 13. - Stúdió: Sony BMG - Formátum: 2DVD                                   | - AU: platinalemez   | - Dupla lemezes DVD, amelynek anyaga megegyezik az azonos című album anyagával, több, mint 21 videóklipet tartalmaz a kezdetektől.                                                                                          |
| 2009 | George Michael Live in London - Megjelent: 2009. december 7. - Stúdió: Sony Music - Formátum: 2DVD/Blu-Ray        | - AU: platinalamez   | - Két lemez és az énekes első élő videóklipje, amely a 25 Live turnén készült, 23 dalt tartalmaz, egy dokumentumfilmet és 3 bónusz felvételt (Precious Box, Jesus To A Child and The First Time Ever I Saw Your Face).      |

### Videóklipek
| Év   | Dal                                    | Rendező(k)                     |
| ---- | -------------------------------------- | ------------------------------ |
| 1984 | Careless Whisper                       | Duncan Gibbins                 |
| 1986 | A Different Corner                     |                                |
| 1987 | I Want Your Sex                        | Andy Morahan & George Michael  |
| 1987 | Faith                                  | Andy Morahan                   |
| 1987 | Father Figure                          | Andy Morahan & George Michael  |
| 1988 | One More Try                           | Tony Scott                     |
| 1988 | Monkey                                 | Andy Morahan                   |
| 1988 | Kissing a Fool                         |                                |
| 1990 | Praying for Time                       |                                |
| 1990 | Freedom '90                            | David Fincher                  |
| 1992 | Too Funky                              | George Michael                 |
| 1993 | Killer/Papa Was a Rollin' Stone        | Marcus Nispel                  |
| 1996 | Jesus to a Child                       | Howard Greenhalgh              |
| 1996 | Fastlove                               | Vaughan Arnell & Anthea Benton |
| 1996 | Spinning the Wheel                     | Vaughan Arnell & Anthea Benton |
| 1997 | Star People '97                        | Milton Lage                    |
| 1997 | Older                                  | Andy Morahan                   |
| 1998 | Outside                                | Vaughan Arnell                 |
| 1999 | As                                     | Big TV!                        |
| 1999 | Roxanne                                | Joanna Bailey                  |
| 2000 | If I Told You That                     | Kevin Bray                     |
| 2002 | Freeek!                                | Joseph Kahn                    |
| 2002 | Shoot the Dog                          |                                |
| 2004 | Amazing                                | Matthew Rolston                |
| 2004 | Flawless (Go to the City)              | Jake Scott                     |
| 2004 | Round Here                             | Andy Morahan                   |
| 2005 | John and Elvis Are Dead                |                                |
| 2006 | An Easier Affair                       |                                |
| 2008 | December Song (I Dreamed of Christmas) |                                |
| 2011 | True Faith                             |                                |

## Külső források
- George Michael diszkográfiája az énekes hivatalos honlapján
- George Michael: Discography. Rolling Stone. RealNetworks Inc. [2007. december 23-i dátummal az eredetiből archiválva]. (Hozzáférés: 2009. szeptember 8.)
- George Michael diszkográfiája az Allmusic honlapon.
- George Michael at Musicbrainz